# Don Costa
Pour les articles homonymes, voir Costa.
 (avril 2018).
Si vous disposez d'ouvrages ou d'articles de référence ou si vous connaissez des sites web de qualité traitant du thème abordé ici, merci de compléter l'article en donnant les références utiles à sa vérifiabilité et en les liant à la section « Notes et références ».
Dominick P. Costa, dit Don Costa, né le 10 juillet 1925 à Boston, dans le Massachusetts, et mort le 19 janvier 1983 à New York, dans l'État de New York, est un compositeur, arrangeur, chef d'orchestre et producteur italo-américain.

## Biographie

### Carrière
Né le 10 juillet 1925 à Boston dans une famille d'origine italienne, il apprend à jouer de la guitare pendant son enfance, et devient membre du CBS Orchestra à l'adolescence. À la fin des années 1940, il s'installe à New York pour perfectionner ses études musicales et devient musicien de studio. Il commence alors à écrire des arrangements qu'il vend aux big bands.
Il se fait connaître en devenant chef arrangeur et producteur dans la division A&R chez ABC Records, notamment auprès des chanteurs Steve Lawrence, Eydie Gormé, Lloyd Price, George Hamilton IV (en), et pour le jeune auteur-compositeur canadien Paul Anka, dans la seconde moitié des années 1950. De sa collaboration avec Paul Anka sont nés des succès dont Diana, You Are My Destiny (it) et Crazy Love (en).
En 1959, il quitte ABC pour Canadian-American et, en même temps, il arrange et produit ses propres albums, des musiques de films (dont Jamais le dimanche et Le Vent de la plaine). En 1962, Frank Sinatra qui vient de fonder le label Reprise Records avec Dean Martin, lui confie les arrangements de l'album Sinatra & Strings (it).
Début 1960, il produit les disques de Pete Terrace pour la maison de disques Colpix avec sa nouvelle société de production "Don Costa Productions Inc." dont il est le manager.
Costa arrange et produit de nombreuses chansons de Frank Sinatra, dont My Way (adaptation en anglais de Comme d'habitude, de Claude François), For Once in My Life et New York, New York.
Il travaille aussi pour Sarah Vaughan, Herb Alpert & The Tijuana Brass, Barbra Streisand, Andy Williams, Mireille Mathieu, Judy Garland, le duo de guitaristes Santo & Johnny, Sammy Davis, Jr., Odia Coates, Wess & The Airedales, Al Caiola (it), le duo de pianistes Ferrante & Teicher (it), Linda Scott (en), Marv Johnson (en), Piergiorgio Farina, Peter Sinfield, Mouth & MacNeal, Tony Bennett et beaucoup d'autres. Dans les années 1960, il s'installe à Hollywood et crée son propre label, DCP International, distribué par United Artists.
En 1979, il produit et signe les arrangements et l'orchestration de l'album Romantiquement vôtre de Mireille Mathieu.

### Les dernières années et la mort
Au début des années 1980, Costa reprend la chanson Out Here on My Own, tirée du film musical Fame, pour le premier album de sa fille chanteuse Nikka, alors âgée de 9 ans. Les deux prévoyaient une suite à cet album lorsque Don Costa est mort d'une crise cardiaque, le 19 janvier 1983, à New York.

## Discographie partielle
- Music to Break a Sub-Lease (1958)
- Theme from "The Unforgiven" (1960)
- Hollywood Premiere! (1962)
- Days of Wine and Roses (1966)
- Modern Delights (1967)
- The Don Costa Concept (1969)
- The Soul of Nigger Charley (1973)
- Don Costa Plays the Beatles (1981)